# Dendrobium unicorne
Dendrobium unicorne är en orkidéart som beskrevs av Oakes Ames. Dendrobium unicorne ingår i släktet Dendrobium, och familjen orkidéer. Inga underarter finns listade i Catalogue of Life.